# Kolchos
Der Kolchos (russisch колхоз = коллективное хозяйство Ausspracheⓘ: Kollektivwirtschaft), im Deutschen auch die Kolchose, war ein landwirtschaftlicher Großbetrieb in der Sowjetunion, der genossenschaftlich organisiert war und dessen Bewirtschaftung durch das „sozialistische Kollektiv“ der Mitglieder erfolgte.
Die ersten Kolchose entstanden nach der Oktoberrevolution 1917 auf freiwilliger Basis, ab etwa 1929 wurden es Zwangskollektive der bäuerlichen Einzelwirtschaften. Juristisch standen sie unter kollektiver Selbstverwaltung.
Die Mitglieder eines Kolchos waren formal auch die gemeinsamen Eigentümer der Produktionsmittel, nicht aber des Bodens, der dem Staat gehörte. Es gab aber auch eine starke staatliche Einflussnahme auf die Kolchose durch die von der Partei eingesetzte Kolchosleitung. Den Kolchosen wurde ein Produktionssoll auferlegt, das sie zu staatlich festgesetzten Preisen abzuliefern hatten.
Der Gegenpart zum kollektiven Landwirtschaftsbetrieb (Kolchos) war der staatliche Landwirtschaftsbetrieb (Sowchos).
In der DDR entsprach dem Kolchos die Landwirtschaftliche Produktionsgenossenschaft (LPG), bei der auch der Boden Privateigentum war, jedoch genossenschaftlich genutzt wurde.
Kolchose und Sowchose: Anzahl, Betriebsgröße und Anteil an der landwirtschaftlichen Produktion
| Jahr | Anzahl der Kolchosen | Anzahl der Sowchosen | durchschnittliche Fläche in ha pro Kolchose | durchschnittliche Fläche in ha pro Sowchose | Anteil der Kolchosen an der Agrarproduktion | Anteil der Sowchosen an der Agrarproduktion | Anteil der Haushalte an der Agrarproduktion |
| ---- | -------------------- | -------------------- | ------------------------------------------- | ------------------------------------------- | ------------------------------------------- | ------------------------------------------- | ------------------------------------------- |
| 1960 | 44.000               | 7.400                | 6.600                                       | 26.200                                      | 44 %                                        | 18 %                                        | 38 %                                        |
| 1965 | 36.300               | 11.700               | 6.100                                       | 24.600                                      | 41 %                                        | 24 %                                        | 35 %                                        |
| 1970 | 33.000               | 15.000               | 6.100                                       | 20.800                                      | 40 %                                        | 28 %                                        | 32 %                                        |
| 1975 | 28.500               | 18.100               | 6.400                                       | 18.900                                      | 37 %                                        | 31 %                                        | 32 %                                        |
| 1980 | 25.900               | 21.100               | 6.600                                       | 17.200                                      | 35 %                                        | 36 %                                        | 29 %                                        |
| 1985 | 26.200               | 22.700               | 6.500                                       | 16.100                                      | 36 %                                        | 36 %                                        | 28 %                                        |
| 1990 | 29.100               | 23.500               | 5.900                                       | 15.300                                      | 36 %                                        | 38 %                                        | 26 %                                        |